# Даллас (телесеріал)
«Даллас» (англ. Dallas) — це американський телесеріал у прайм-тайм 1978 року від CBS у жанрі драми, мелодрами, створений компанями Lorimar Productions, Lorimar-Telepictures, Lorimar Television. У головних ролях: Барбара Бель Ґеддес, Джим Девіс, Патрік Даффі, Ларі Гегмен, Вікторія Прінсіпал, Шарлін Тілтон, Лінда Грей, Стів Каналі, Кен Керчевал, Сьюзен Говард Крейн, Говард Кіл, Прісцила Преслі, Донна Рід, Дак Рамбо, Шірі Дж. Вілсон, Джордж Кеннеді, Кеті Подуелл, Саша Мітчелл, Кімберлі Фостер, Леслі-Енн Даун, Барбара Сток.
Перший сезон вийшов 2 квітня 1978 року.
Серіал має 14 сезонів. Завершився 357-м епізодом, який вийшов в ефір 3 травня 1991 року.
Режисери серіалу: Леонард Кацман, Майкл Пріс, Ірвінг Джозеф Мур, Ларі Гегмен, Патрік Даффі.
Сценаристи серіалу: Девід Джейкобс, Леонард Кацман, Артур Бернард Льюїс, Девід Паульсен, Говард Лакін.

## Сюжет

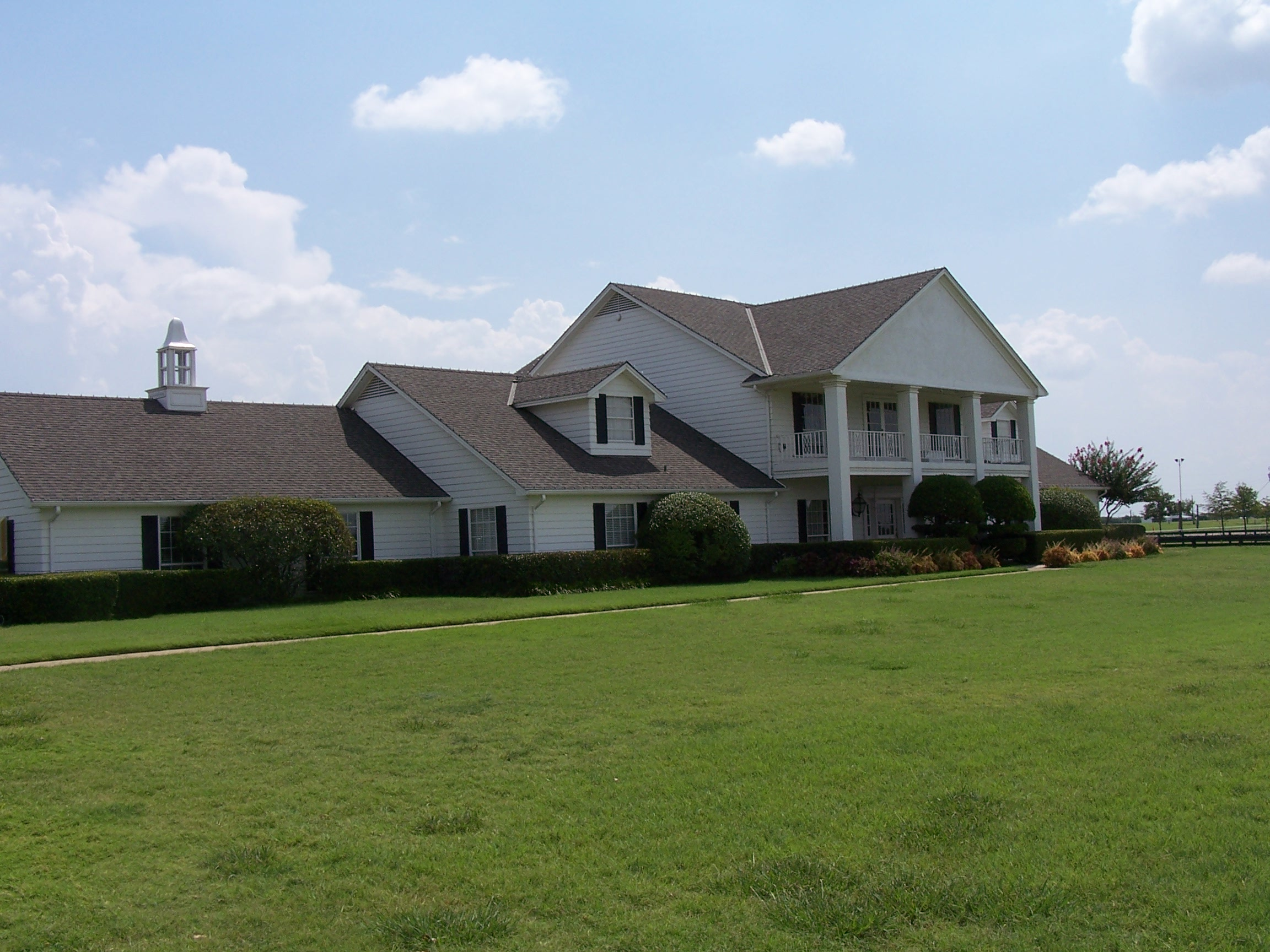
Ранчо Саутфорк, дім родини Юінг

Серіал розгортається навколо заможної техаської родини Юінгів, які володіють незалежною нафтовою компанією Юінг оіл та ранчем Саутфорк, де вирощують худобу.
Серіал спочатку був зосереджений на шлюбі Боббі Юінга та Памели Барнс, сім'ї яких були заклятими ворогами. В процесі серіалу старший брат Боббі, нафтовий магнат Дж. А. Юінг, став головним персонажем серіалу, чиї схеми та брудні справи стали візитною карткою серіалу.
Дж. А. Юінг, техаський нафтовий барон, використовує маніпуляції та шантаж для досягнення своїх амбіцій, як ділових, так і особистих. Він часто конфліктує зі своїм братом Боббі, заклятим ворогом Кліффом Барнсом і дружиною Сью Еллен.

## Сезони
| Сезон | Серії | Серії | Оригінальні покази | Оригінальні покази | Ранг | Глядачі (у рейтингових балах) |
| Сезон | Серії | Серії | Прем'єра           | Фінал              | Ранг | Глядачі (у рейтингових балах) |
| ----- | ----- | ----- | ------------------ | ------------------ | ---- | ----------------------------- |
| 1     | 5     | 5     | 2 квітня 1978      | 30 квітня 1978     | 42   | —                             |
| 2     | 24    | 24    | 23 вересня 1978    | 30 березня 1979    | 40   | 18.4                          |
| 3     | 25    | 25    | 21 вересня 1979    | 21 березня 1980    | 6    | 19.1                          |
| 4     | 23    | 23    | 7 листопада 1980   | 1 травня 1981      | 1    | 27.6                          |
| 5     | 26    | 26    | 9 жовтня 1981      | 9 квітня 1982      | 1    | 23.2                          |
| 6     | 28    | 28    | 1 жовтня 1982      | 6 травня 1983      | 2    | 20.5                          |
| 7     | 30    | 30    | 30 вересня 1983    | 18 травня 1984     | 1    | 21.5                          |
| 8     | 30    | 30    | 28 вересня 1984    | 17 травня 1985     | 2    | 20.97                         |
| 9     | 31    | 31    | 27 вересня 1985    | 16 травня 1986     | 6    | 18.8                          |
| 10    | 29    | 29    | 26 вересня 1986    | 15 травня 1987     | 11   | 18.6                          |
| 11    | 30    | 30    | 25 вересня 1987    | 13 травня 1988     | 21   | 15.2                          |
| 12    | 26    | 26    | 28 жовтня 1988     | 19 травня 1989     | 30   | 13.9                          |
| 13    | 27    | 27    | 22 вересня 1989    | 11 травня 1990     | 43   | —                             |
| 14    | 23    | 23    | 2 листопада 1990   | 3 травня 1991      | 61   | —                             |

## Актори та персонажі
| 1 | Основний персонаж    |
| 2 | Періодичний персонаж |

### Головний акторський склад
| Актор               | Роль                 | Перший епізод | Останній епізод | Кількість серій | Сезони | Сезони | Сезони | Сезони | Сезони | Сезони | Сезони | Сезони | Сезони | Сезони | Сезони | Сезони | Сезони | Сезони |
| Актор               | Роль                 | Перший епізод | Останній епізод | Кількість серій | 1      | 2      | 3      | 4      | 5      | 6      | 7      | 8      | 9      | 10     | 11     | 12     | 13     | 14     |
| ------------------- | -------------------- | ------------- | --------------- | --------------- | ------ | ------ | ------ | ------ | ------ | ------ | ------ | ------ | ------ | ------ | ------ | ------ | ------ | ------ |
| Барбара Бель Ґеддес | Міс Еллі Юінг Фарлоу | 1x01          | 13x25           | 277             | 1      | 1      | 1      | 1      | 1      | 1      | 1      |        | 1      | 1      | 1      | 1      | 1      |        |
| Донна Рід           | Міс Еллі Юінг Фарлоу | 8x07          | 8x30            | 24              |        |        |        |        |        |        |        | 1      |        |        |        |        |        |        |
| Джим Девіс          | Джок Юінг            | 1x01          | 4x21            | 75              | 1      | 1      | 1      | 1      |        |        |        |        |        |        |        |        |        |        |
| Патрік Даффі        | Боббі Юінг           | 1x01          | 14x23           | 325             | 1      | 1      | 1      | 1      | 1      | 1      | 1      | 1      | 2      | 1      | 1      | 1      | 1      | 1      |
| Ларі Гегмен         | Дж. А. Юінг          | 1x01          | 14x23           | 357             | 1      | 1      | 1      | 1      | 1      | 1      | 1      | 1      | 1      | 1      | 1      | 1      | 1      | 1      |
| Вікторія Прінсіпал  | Памела Барнс Юінг    | 1x01          | 12x01           | 250             | 1      | 1      | 1      | 1      | 1      | 1      | 1      | 1      | 1      | 1      |        | 2      |        |        |
| Шарлін Тілтон       | Люсі Юінг            | 1x01          | 13x25           | 222             | 1      | 1      | 1      | 1      | 1      | 1      | 1      | 1      |        |        | 2      | 1      | 1      |        |
| Лінда Грей          | Сью Еллен Юінг       | 1x01          | 14x23           | 308             | 2      | 1      | 1      | 1      | 1      | 1      | 1      | 1      | 1      | 1      | 1      | 1      |        | 2      |
| Стів Каналі         | Рей Креббс           | 1x01          | 14x23           | 266             | 2      | 1      | 1      | 1      | 1      | 1      | 1      | 1      | 1      | 1      | 1      | 1      |        | 2      |
| Кен Керчевал        | Кліфф Барнс          | 1x01          | 14x23           | 324             | 2      | 2      | 1      | 1      | 1      | 1      | 1      | 1      | 1      | 1      | 1      | 1      | 1      | 1      |
| Прісцила Преслі     | Дженна Вейд          | 2x03          | 11x30           | 135             |        | 2      | 2      |        |        |        | 2      | 1      | 1      | 1      | 1      |        |        |        |
| Сьюзен Говард Крейн | Донна Калвер Креббс  | 2x22          | 10x29           | 196             |        | 2      | 2      | 2      | 1      | 1      | 1      | 1      | 1      | 1      |        |        |        |        |
| Говард Кіл          | Клейтон Фарлоу       | 4x16          | 14x20           | 230             |        |        |        | 2      | 2      | 2      | 2      | 1      | 1      | 1      | 1      | 1      | 1      | 1      |
| Дак Рамбо           | Джек Юінг            | 8x26          | 10x25           | 49              |        |        |        |        |        |        |        | 2      | 2      | 1      |        |        |        |        |
| Шірі Дж. Вілсон     | Ейпріл Стівенс Юінг  | 10x06         | 14x12           | 107             |        |        |        |        |        |        |        |        |        | 2      | 2      | 1      | 1      | 1      |
| Джордж Кеннеді      | Картер Маккей        | 12x01         | 14x23           | 67              |        |        |        |        |        |        |        |        |        |        |        | 2      | 1      | 1      |
| Кеті Подуелл        | Келлі Харпер Юінг    | 12x03         | 14x23           | 56              |        |        |        |        |        |        |        |        |        |        |        | 2      | 1      | 1      |
| Кімберлі Фостер     | Мішель Стівенс       | 13x01         | 14x21           | 38              |        |        |        |        |        |        |        |        |        |        |        |        | 1      | 1      |
| Саша Мітчелл        | Джеймс Бомонт        | 13x05         | 14x20           | 40              |        |        |        |        |        |        |        |        |        |        |        |        | 1      | 1      |
| Леслі-Енн Даун      | Стефані Роджерс      | 13x15         | 13x24           | 7               |        |        |        |        |        |        |        |        |        |        |        |        | 1      |        |
| Барбара Сток        | Ліз Адамс            | 13x25         | 14x17           | 17              |        |        |        |        | 2      |        |        |        |        |        |        |        | 2      | 1      |

### Актори другого плану
| Актор               | Роль                      | Кількість серій | Сезони | Сезони | Сезони | Сезони | Сезони | Сезони | Сезони | Сезони | Сезони | Сезони | Сезони | Сезони | Сезони | Сезони |
| ------------------- | ------------------------- | --------------- | ------ | ------ | ------ | ------ | ------ | ------ | ------ | ------ | ------ | ------ | ------ | ------ | ------ | ------ |
| Актор               | Роль                      | Кількість серій | 1      | 2      | 3      | 4      | 5      | 6      | 7      | 8      | 9      | 10     | 11     | 12     | 13     | 14     |
| Джон Бек            | Марк Грейсон              | 67              |        |        |        |        |        | 2      | 2      |        | 2      |        |        |        |        |        |
| Морґан Бріттані     | Кетрін Вентворт           | 56              |        |        |        |        | 2      | 2      | 2      | 2      |        |        | 2      |        |        |        |
| Барбара Каррера     | Анжеліка Неро             | 25              |        |        |        |        |        |        |        |        | 2      |        |        |        |        |        |
| Мері Кросбі         | Крістін Шепард            | 28              |        |        | 2      | 2      |        |        |        |        |        |        |        |        |        | 2      |
| Барбара Іден        | ЛіЕнн Де Ла Вега          | 5               |        |        |        |        |        |        |        |        |        |        |        |        |        | 2      |
| Сьюзен Фланнері     | Леслі Стюарт              | 11              |        |        |        | 2      |        |        |        |        |        |        |        |        |        |        |
| Стів Форрест        | Бен Стіверс               | 15              |        |        |        |        |        |        |        |        | 2      | 2      |        |        |        |        |
| Джон Гаркінс        | Контрол                   | 4               |        | 2      |        |        |        |        |        |        |        |        |        |        |        | 2      |
| Дженілі Гаррісон    | Джеймі Юінг Барнс         | 70              |        |        |        |        |        |        |        | 2      | 2      | 2      |        |        |        |        |
| Гейл Ганнікатт      | Ванесса Бомонт            | 13              |        |        |        |        |        |        |        |        |        |        |        | 2      | 2      | 2      |
| Кліфтон Джеймс      | Герцог Карлайл            | 4               |        |        |        |        |        |        |        |        |        |        |        |        |        | 2      |
| Карен Копінс        | Кей Ллойд                 | 12              |        |        |        |        |        |        |        |        |        |        |        | 2      |        | 2      |
| Одрі Ландерс        | Афтон Купер               | 84              |        |        |        | 2      | 2      | 2      | 2      | 2      |        |        |        | 2      | 2      |        |
| Сьюзан Луччі        | Гілларі Тейлор            | 6               |        |        |        |        |        |        |        |        |        |        |        |        |        | 2      |
| Джаред Мартін       | Стівен «Дасті» Фарлоу     | 34              |        |        | 2      | 2      | 2      | 2      |        | 2      | 2      |        |        |        |        | 2      |
| Лей Макклоскі       | Мітч Купер                | 46              |        |        |        | 2      | 2      |        |        | 2      |        |        |        | 2      |        |        |
| Іян Макшейн         | Дон Локвуд                | 12              |        |        |        |        |        |        |        |        |        |        |        | 2      |        |        |
| Тімоті Патрік Мерфі | Міккі Троттер             | 26              |        |        |        |        |        | 2      | 2      |        |        |        |        |        |        |        |
| Прісцилла Пойнтер   | Ребекка Барнс Вентворт    | 44              |        |        |        | 2      | 2      | 2      |        |        |        |        |        |        |        |        |
| Рендольф Павелл     | Алан Бім                  | 18              |        |        | 2      | 2      |        |        |        |        |        |        |        |        |        |        |
| Денвер Пайл         | Блекі Каллаган            | 2               |        |        |        |        |        |        |        |        |        |        |        |        | 2      |        |
| Берт Ремсен         | Гаррісон «Денді» Дендрідж | 10              |        |        |        |        |        |        |        |        |        |        | 2      |        |        |        |
| Джек Скалія         | Ніколас Пірс              | 29              |        |        |        |        |        |        |        |        |        |        | 2      |        |        | 2      |
| Дебора Шелтон       | Менді Вінгер              | 63              |        |        |        |        |        |        |        | 2      | 2      | 2      |        |        |        |        |
| Марк Сінгер         | Метт Кантрелл             | 12              |        |        |        |        |        |        |        |        | 2      |        |        |        |        |        |
| Алексіс Сміт        | Леді Джессіка Монтфорд    | 11              |        |        |        |        |        |        | 2      |        |        |        |        |        | 2      |        |
| Вільям Смітерс      | Джеремі Венделл           | 50              |        |        |        | 2      | 2      |        |        | 2      | 2      | 2      | 2      | 2      |        |        |
| Ендрю Стівенс       | Кейсі Дено                | 33              |        |        |        |        |        |        |        |        |        |        | 2      | 2      |        |        |
| Лі Тейлор-Янг       | Кімберлі Крайдер          | 20              |        |        |        |        |        |        |        |        |        |        | 2      | 2      |        |        |
| Бет Туссен          | Трейсі Лотон              | 17              |        |        |        |        |        |        |        |        |        |        |        | 2      | 2      |        |
| Кінан Вінн          | Віллард «Діггер» Барнс    | 10              |        |        | 2      |        |        |        |        |        |        |        |        |        |        |        |
| Актор               | Роль                      | Кількість серій | Сезони | Сезони | Сезони | Сезони | Сезони | Сезони | Сезони | Сезони | Сезони | Сезони | Сезони | Сезони | Сезони | Сезони |
| Актор               | Роль                      | Кількість серій | 1      | 2      | 3      | 4      | 5      | 6      | 7      | 8      | 9      | 10     | 11     | 12     | 13     | 14     |

### Спеціально запрошені зірки
| Актор            | Роль                   |
| ---------------- | ---------------------- |
| Крістофер Аткінс | Пітер Річардс          |
| Джоанна Кессіді  | Саллі Баллок           |
| Мел Феррер       | Гаррісон Пейдж         |
| Енн Френсіс      | Арлісс Купер           |
| Джоел Грей       | Адам                   |
| Девід Вейн       | Віллард «Діггер» Барнс |
| Джоан Ван Арк    | Валін Клементс Юінг    |
| Марта Скотт      | Патриція Шепард        |
| Баррі Нельсон    | Артур Елрод            |

### Запрошені зірки
| Актор            | Роль                   |
| ---------------- | ---------------------- |
| Барбара Бебкок   | Ліз Крейг              |
| Джордж Чакіріс   | Ніколас                |
| Лоїс Чайлз       | Холлі Харвуд           |
| Гленн Корбетт    | Пол Морган             |
| Фредрік Лене     | Едді Кронін            |
| Джеймс Л. Браун  | Сержант Гаррі МакСвін  |
| Ферн Фіцджеральд | Мерілі Стоун           |
| Том Фуччелло     | Дейв Калвер            |
| Джошуа Гарріс    | Крістофер Юінг         |
| Омрі Кац         | Джон Росс Юінг III     |
| Шелейн Макколл   | Чарлі Вейд             |
| Джордж Петри     | Харв Смітфілд          |
| Дебора Реннард   | Слай Лавгрен           |
| Дон Старр        | Джордан Лі             |
| Дебора Транеллі  | Філліс Вапнер          |
| Морган Вудворд   | Марвін «Панк» Андерсон |

### Співзірки
| Актор                | Роль               |
| -------------------- | ------------------ |
| Тайлер Бенкс         | Джон Росс Юінг III |
| Розеанна Крістіансен | Тереса             |
| Пет Кольбер          | Дора Мей           |
| Ерік Фарлоу          | Крістофер Юінг     |
| Мег Галлахер         | Луелла Каравей Лі  |
| Анн Лукас            | Кессі              |
| Жанна Майклз         | Конні Брашер       |
| Бред Пітт            | Ренді              |
| Шерілл Лінн Реттіно  | Джекі Дуган        |
| Данон Сімпсон        | Кендалл Чепмен     |
| Пол Соренсен         | Енді Бредлі        |

## Спін-оффи, продовження та адаптації

### Продовження
1. Dallas: The Early Years
2. Dallas: J.R. Returns
3. Dallas: War of the Ewings
4. Даллас (Dallas) — американський телесеріал, який був розроблений Сінтією Сідре (шоуранер проекту), і транслювався з 13 червня 2012 до 22 вересня 2014 на каналі TNT. Сюжет розгортається навколо заможної техаської родини Юїнгів, яка володіє нефтяним бізнесом «Юїнг Оїлз» та має ранчо зі скотарством.

### Пов'язані шоу
1. Тиха пристань (Knots Landing)[4].

## Нагороди та премії[5]
| Рік  | Премія                               | Категорія                                              | Номінант                            | Результат |
| ---- | ------------------------------------ | ------------------------------------------------------ | ----------------------------------- | --------- |
| 1979 | Primetime Emmy Awards                | Найкраща акторка в драматичному серіалі                | Барбара Бель Ґеддес                 | Номінація |
| 1979 | Primetime Emmy Awards                | Видатний монтаж фільму для серії                       | Фред В. Бергер                      | Номінація |
| 1980 | Primetime Emmy Awards                | Видатна музична композиція для серіалу                 | Брюс Бротон                         | Номінація |
| 1980 | Primetime Emmy Awards                | Видатний актор головної ролі в драматичному серіалі    | Ларі Гегмен                         | Номінація |
| 1980 | Primetime Emmy Awards                | Видатний драматичний серіал                            | Філіп Капіс, Лі Річ, Леонард Кацман | Перемога  |
| 1980 | Primetime Emmy Awards                | Найкраща акторка в драматичному серіалі                | Барбара Бель Ґеддес                 | Перемога  |
| 1980 | Golden Globes, USA                   | Кращий телесеріал — драма                              | Філіп Капіс, Леонард Кацман         | Номінація |
| 1980 | Golden Globes, USA                   | Найкраща жіноча роль у телевізійному серіалі — драма   | Барбара Бель Ґеддес                 | Номінація |
| 1980 | People's Choice Awards, USA          | Улюблена телевізійна драматична програма               | Філіп Капіс, Леонард Кацман         | Перемога  |
| 1981 | Primetime Emmy Awards                | Видатні досягнення в монтажі серіалу                   | Фред В. Бергер                      | Номінація |
| 1981 | Primetime Emmy Awards                | Найкраща акторка в драматичному серіалі                | Лінда Грей                          | Номінація |
| 1981 | Primetime Emmy Awards                | Найкраща акторка в драматичному серіалі                | Барбара Бель Ґеддес                 | Номінація |
| 1981 | Primetime Emmy Awards                | Видатний актор головної ролі в драматичному серіалі    | Ларі Гегмен                         | Номінація |
| 1981 | Primetime Emmy Awards                | Видатний актор головної ролі в драматичному серіалі    | Джим Девіс                          | Номінація |
| 1981 | Primetime Emmy Awards                | Видатний драматичний серіал                            | Філіп Капіс, Леонард Кацман         | Номінація |
| 1981 | American Cinema Editors, USA         | Найкращий змонтований епізод з телесеріалу             | Фред В. Бергер                      | Перемога  |
| 1981 | Directors Guild of America, USA      | Видатне режисерське досягнення в драматичному серіалі  | Ірвінг Джозеф Мур                   | Номінація |
| 1981 | Golden Globes, USA                   | Кращий телесеріал — драма                              | Філіп Капіс, Леонард Кацман         | Номінація |
| 1981 | Golden Globes, USA                   | Найкраща жіноча роль у телевізійному серіалі — драма   | Лінда Грей                          | Номінація |
| 1981 | Golden Globes, USA                   | Найкраща жіноча роль у телевізійному серіалі — драма   | Барбара Бель Ґеддес                 | Номінація |
| 1981 | Golden Globes, USA                   | Найкраща чоловіча роль у телевізійному серіалі — драма | Ларі Гегмен                         | Номінація |
| 1981 | People's Choice Awards, USA          | Улюблена телевізійна драматична програма               | Філіп Капіс, Леонард Кацман         | Перемога  |
| 1982 | Primetime Emmy Awards                | Видатний монтаж фільму для серії                       | Фред В. Бергер                      | Номінація |
| 1982 | Primetime Emmy Awards                | Видатні досягнення у створенні музики для серії        | Брюс Бротон                         | Номінація |
| 1982 | American Cinema Editors, USA         | Найкращий змонтований епізод з телесеріалу             | Фред В. Бергер                      | Номінація |
| 1982 | Bambi Awards                         | Міжнародний серіал                                     | Лінда Грей                          | Перемога  |
| 1982 | Golden Globes, USA                   | Найкраща жіноча роль у телевізійному серіалі — драма   | Барбара Бель Ґеддес                 | Перемога  |
| 1982 | Golden Globes, USA                   | Кращий телесеріал — драма                              | Філіп Капіс, Леонард Кацман         | Номінація |
| 1982 | Golden Globes, USA                   | Найкраща жіноча роль у телевізійному серіалі — драма   | Лінда Грей                          | Номінація |
| 1982 | Golden Globes, USA                   | Найкраща чоловіча роль у телевізійному серіалі — драма | Ларі Гегмен                         | Номінація |
| 1982 | People's Choice Awards, USA          | Улюблена телевізійна драматична програма               | Філіп Капіс, Леонард Кацман         | Перемога  |
| 1983 | Primetime Emmy Awards                | Видатний монтаж фільму для серії                       | Фред В. Бергер                      | Номінація |
| 1983 | Primetime Emmy Awards                | Видатні досягнення у створенні музики для серії        | Брюс Бротон                         | Перемога  |
| 1983 | Bambi Awards                         | Міжнародний серіал                                     | Ларі Гегмен                         | Перемога  |
| 1983 | Golden Globes, USA                   | Кращий телесеріал — драма                              | Філіп Капіс, Леонард Кацман         | Номінація |
| 1983 | Golden Globes, USA                   | Найкраща жіноча роль у телевізійному серіалі — драма   | Вікторія Прінсіпал                  | Номінація |
| 1983 | Golden Globes, USA                   | Найкраща чоловіча роль у телевізійному серіалі — драма | Ларі Гегмен                         | Номінація |
| 1984 | Primetime Emmy Awards                | Видатні досягнення у створенні музики для серії        | Брюс Бротон                         | Перемога  |
| 1984 | Golden Globes, USA                   | Кращий телесеріал — драма                              | Філіп Капіс, Леонард Кацман         | Номінація |
| 1985 | Primetime Emmy Awards                | Видатний дизайн костюмів для серіалу                   | Вільям Травілла                     | Перемога  |
| 1985 | Golden Camera, Germany               | Найкраща міжнародна акторка                            | Барбара Бель Ґеддес                 | Перемога  |
| 1985 | Golden Globes, USA                   | Найкраща чоловіча роль у телевізійному серіалі — драма | Ларі Гегмен                         | Номінація |
| 1986 | Primetime Emmy Awards                | Видатний дизайн костюмів для серіалу                   | Вільям Травілла                     | Номінація |
| 1987 | Primetime Emmy Awards                | Видатні досягнення у створенні музики для серії        | Анджела Морлі                       | Номінація |
| 1987 | Bambi Awards                         | Ювілейний                                              | Патрік Даффі, Шарлін Тілтон         | Перемога  |
| 1987 | BMI Film & TV Awards                 | BMI Film & TV Awards                                   | Джеральд Іммель, Ленс Рубін         | Перемога  |
| 1987 | People's Choice Awards, USA          | Улюблений нічний драматичний серіал                    | Філіп Капіс, Леонард Кацман         | Перемога  |
| 1988 | Primetime Emmy Awards                | Видатні досягнення у створенні музики для серії        | Анджела Морлі                       | Номінація |
| 1999 | Golden Camera, Germany               | Премія тисячоліття                                     | Ларі Гегмен                         | Перемога  |
| 2000 | Online Film & Television Association | Телевізійні програми                                   | Філіп Капіс, Леонард Кацман         | Перемога  |